# جورج فيرغسون
جورج فيرغسون (17 سبتمبر 1912 في الأرجنتين - 1995) (بالإسبانية: George Ferguson)‏ هو لاعب كريكت أرجنتيني. شارك مع منتخب الأرجنتين الوطني للكريكت. أما مع النوادي، فقد لعب مع South American cricket team in England in 1932 ‏.